# Pórtico de la Fortuna

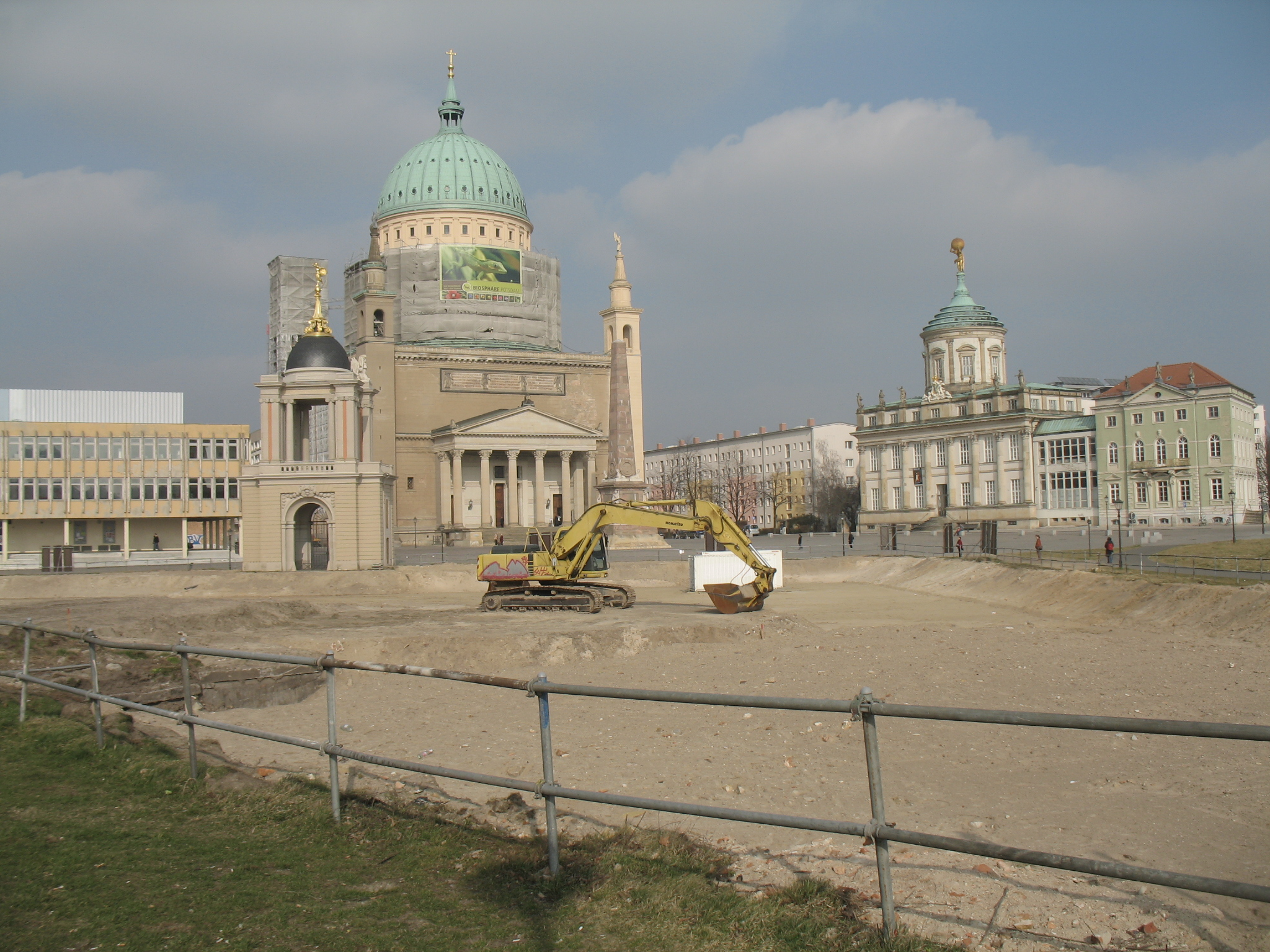
El Pórtico de la Fortuna en 2008 con las obras del nuevo Parlamento.

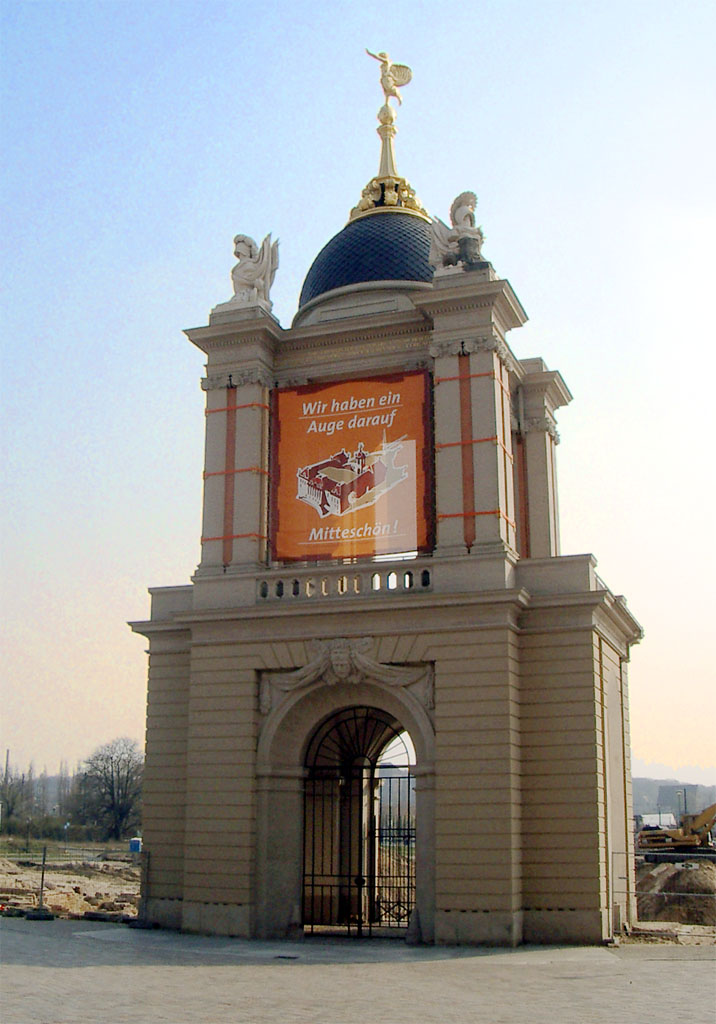
el pórtico de la Fortuna con las nuevas esculturas.

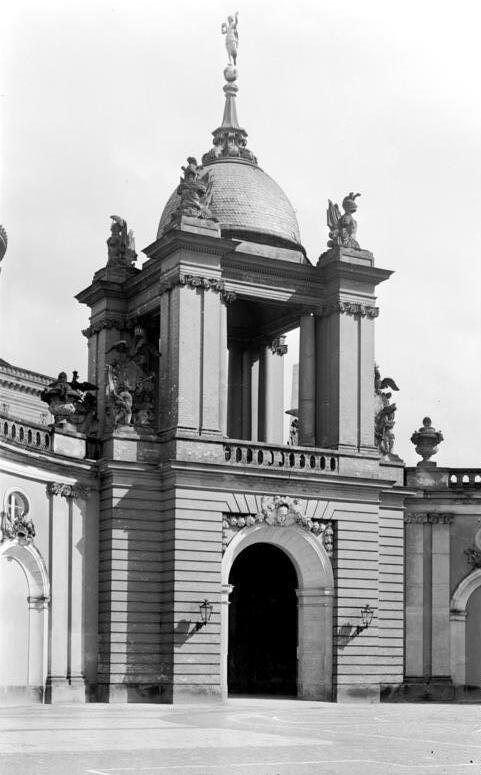
Fortunaportal 1928.

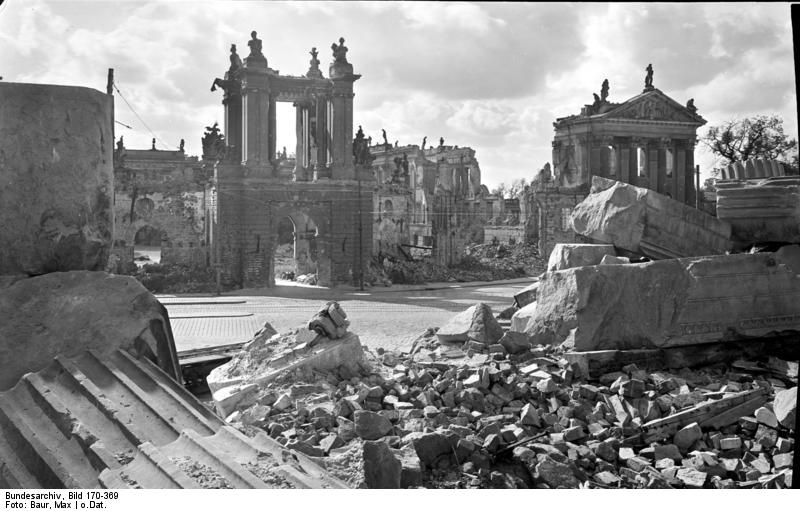
Aspecto del Portal de la fortuna tras los bombardeos de la SGM.

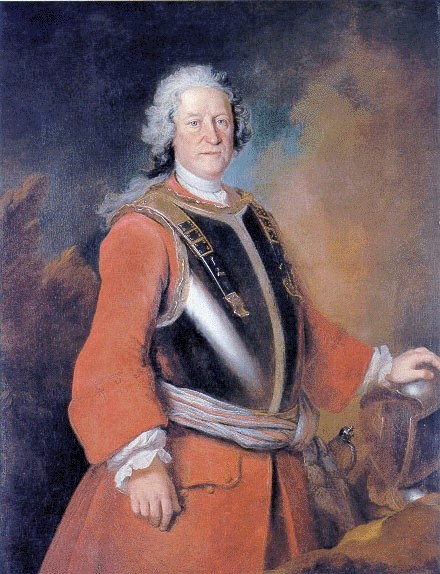
El arquitecto Jean de Bodt.

El Pórtico de la Fortuna  (Fortunaportal) en el Mercado Viejo (Alten Markt) de Potsdam, frente a  la Iglesia de San Nicolas (Nikolaikirche), fue diseñado en 1701 por el arquitecto holandés Jean de Bodt como puerta de entrada al antiguo palacio de la ciudad( Stadtschloss (Potsdam)), parte de la muralla del recinto urbano y así mismo, como homenaje al elector Federico III. Inaugurado por el rey Frederick I de Prusia. La creación del portal de Fortuna ejemplifica de la aplicación de los principios de la arquitectura clásica en Potsdam. 
Durante la 2ª Guerra Mundial, el portal quedó severamente dañado en  los bombardeos británicos de  la noche del 14 de abril de 1945 (noche del bombardeo de Potsdam), el  mayor ataque sufrido por la ciudad. En los planes aparecidos en los años cincuenta para eliminar el palacio de la ciudad, el portal de la Fortuna fue también amenazado de demolición. Todo el conjunto debía desaparecer por voluntad de los jefes del Estado y del líder del partido de ese tiempo, Walter Ulbricht, al no cumplir con las premisas de la arquitectura urbana de una ciudad socialista.  Este proyecto fue aprobado  a pesar de las violentas protestas en noviembre de 1959, finalmente el Pórtico de la Fortuna parecía abocado a su desaparición. 
Tras haberse retirado unos pocos elementos decorativos, se llevaron a cabo 18 explosiones en el palacio de la ciudad. El 18 de enero de 1960 se produjo la destrucción del portal con la cabeza de Minerva. La preservación de otras piezas bien conservadas de piedra arenisca, se había prohibido estrictamente: todo debía ser destruido, como símbolo de beligerancia. Así, muy pocas piezas originales pudieron ser salvadas. Finalmente en los escombros de la demolición, junto con otras partes del Palacio Real de Potsdam, la Minerva fue localizada y más tarde restaurada.
Fue en 2001 con la ayuda de los residentes en Potsdam, que la presentadora de televisión Günther Jauch, en el Mercado Antiguo, la Puerta de Fortuna después de un total de dos años de construcción (la ceremonia de instalación de la primera piedra, se celebró el 8 de septiembre de 2000 en el lugar) como la primera parte de un conjunto de todo el palacio de la ciudad el futuro de nuevo. La reconstrucción fiel es indicado para que un valor de construcción de aproximadamente tres millones de euros, fue hecha, entre otras cosas, con una donación de cemento - y la industria de concreto, para ejemplo, Jauch, con el apoyo de una iniciativa de la publicidad y la abandonó en favor de la reconstrucción de la mayoría de sus regalías. En contraste con la reconstrucción proyectada de antemano del palacio Potsdamer de la ciudad (donde una política sobre el original), esta ciencia basada en el portal, fue construido con sus esculturas a veces falta en una base histórica de sonido, y de acuerdo con el modelo histórico.
La reconstrucción fue posible porque hay algunas fotografías históricas de la portada original, por las que forma y color del monumento primitivo pueden ser contrastadas. 
El elemento de diseño más llamativo, es la escultura de La Fortuna, situada en la cúpula del portal. Se hizo de una hoja delgada de cobre, y, posteriormente, chapada en oro. In der 2,15 Meter hohen und rund 5 Zentner schweren Figur, welche sich im Wind dreht, wurden am Tag der Einweihung, dem 12. La figura de  2,15 metros de altura y alrededor de 5 toneladas de peso, gira con el viento, fue  inaugurada, el 12 de octubre de 2002, por Günther Jauch, y el alcalde de Potsdam Jann Jakobs. Los dos bloques principales, que forman la  decoración escultórica a ambos lados del arco, son Minerva y Hércules. El grupo visual de las cúpulas de la Iglesia de San Nicolás, del viejo Ayuntamiento y del portal de la Fortuna son el icono de la capital del estado de Brandenburgo, y con frecuencia sirven de fondo para una cobertura nacional del estado de Brandenburgo, y como escenario de los discursos de Año Nuevo del Primer Ministro, este sitio tiene un alto valor simbólico para Potsdam. 
Actualmente, el portal es sólo un torso, resultado del alto nivel técnico y artístico necesario en la reconstrucción, encaminado a emular el original, del que faltan algunos de los ocho grandes grupos de esculturas. Este exigente trabajo se está llevando a cabo por los artesanos regionales y nacionales. Probablemente, sin embargo, el diseño de hoy en día, incluso con el procedimiento antes de trescientos años, porque después de la Puerta de Fortuna no era el mismo puntualmente completado para la próxima coronación del primer rey de Prusia, desde esculturas completado los grupos complicado en el curso de los próximos cuatro o cinco años y podría construirse. En marzo de 2007, las dos primeras esculturas recién terminadas se volvieron a levantar en su lugar de  la plataforma superior, junto a la cúpula. 
En los cuatro pilares del nivel medio, originalmente cuatro esculturas enmarcaban la torre abovedada. La cúpula en sí también tenía cuatro trofeos. Este trabajo en arenisca deja en un equilibrio muy cuidadosamente calculado la silueta del portal. Sobre el conjunto, la diosa Fortuna ejerce una función equilibrante, lo mismo se puede decir de las águilas "prusianas" del nivel inferior.  Se pone de pie sobre una pelota y con objeto de ilustrar, sin bien pensada la política no es un bien público posible. El cuerno de la abundancia de la fortuna representa el bienestar público. Las cuatro estatuas del portal de la Fortuna se crearon con una alta probabilidad por los entonces famosos artistas, Guillaume Hulot (1660 a 1722) y René Charpentier (1680 a 1723). 
En la parte inferior inicialmente había cuatro grupos de águilas que tenían dimensiones de unos 3,80 metros a 2,40 metros y un peso de casi 9 toneladas. La primera escultura monumental exenta de bulto redondo en la historia de la arquitectura moderna de la Marca de Brandeburgo
La arquitectura general y las esculturas del Portal de la Fortuna es un bloque inseparable. "La Fortuna sería una dama sin piernas, sin el importante grupo de esculturas que la enmarcan". Sólo con la reconstrucción o la recuperación completa del contenido y la forma el portal será restaurado completamente. Las esculturas del Pórtico son muy importantes y han sido estudiadas por las monografías sobre escultura del Siglo XVIII. 